# نادي الطليعة (عمان)
نادي الطليعة هو أحد أندية كرة القدم في عمان.

## معلومات عن النادي
تأسس نادي الطليعة الرياضي بتاريخ 20/10/1962م بدولة الكويت
وبدأ الفريق أولاً باسم فريق العلوي وبعد ذلك تم تغيير اسمه إلى صور ومن ثم تم تغييره إلى اسم الطليعة (الاسم الحالي).
يعتبر من أوائل الأندية العمانية التي تقوم بجولة خليجية للعب عدة مباريات مع الفرق الخليجية وكان ذلك عام 1969 م منها العين،
وساهم الطليعة في تكوين الاتحاد العماني لكرة القدم بالكويت حيث عمل على تجميع الفرق الموجودة هناك وعددها 19 فريق وكان يجمعها دوري واحتكر نادي الطليعة البطولات في ذلك الوقت
كان لنادي الطليعة النصيب الأسد في عدد اللاعبين الذين انضموا إلى أول منتخب لسلطنة عمان وكان عددهم سبعة لاعبين وكانوا جميعهم من العناصر الأساسية في الفريق
أول قائد لمنتخب سلطنة عمان كان الطلعاوي مسلم بن عبد الله العلوي.
أول هدف سجل لمنتخب سلطنة عمان في بطولات كأس الخليج كان عن طريق الطلعاوي مسلم بن عبد الله العلوي—أول قائد للمنتخب العسكري العماني هو الطلعاوي مسلم بن عبد الله العلوي
أول محترف عماني خارج السلطنة اللاعب الطلعاوي محمد راشد العلوي .

## إنجازاته
```
* في كرة القدم :: -

- بطولة 
كأس السلطان
 في موسم 1973 م
- بطولة الدوري الموحد في 1984
- بطولة السلطنة على مستوى الناشئين في عام 1998 م
```

```
- بطولة مجلس التعاون الخليجي للناشئين في عام 1999 م
```

```
- المركز الثالث في بطولة دوري الدرجة الأولى الموسم 2005/2006

- مراكز متقدمة في دوريات المراحل السنية على مستوى المنطقة الشرقية
```

```
* الهوكي :

- من مؤسسي الاتحاد العماني للهوكي
- المركز الثاني في بطولة كأس السلطان قابوس للهوكي عام 1986
```

```
* السباحة :: -

- من مؤسسي الاتحاد العماني للسباحة ومشارك في كل بطولاته
-المركز الأول في بطولات السباحة الطويلة منذ التسعينات على مستوى المنطقة الشرقية
- المركز الأول في بطولات السباحة القصيرة على مستوى المناطق
```

```
* 
كرة اليد
 :: -

- المركز الثاني على مستوى المنطقة الشرقية
```

```
* العاب القوى ::-

- مشارك في بطولات الاتحاد ويحقق مراكز متقدمة في بعضها
```

```
* تنس الطاولة ::-

- حقق مراكز متقدمة على مستوى المنطقة منها الأول والثاني أكثر من مرة 
```

الدراجات الهوائية ::-
```
- يشارك في البطولات التي ينظمها الاتحاد وحقق مراكز متقدمة على مستوى المنطقة
```

## تشكيلة الفريق الحالية
| رقم | مركز  | اسم             |
| --- | ----- | --------------- |
| 0   | حارس  | بسام سبيت       |
| 0   | حارس  | ------------    |
| 0   | حارس  | -------------   |
| 0   | مدافع | أحمد عيد        |
| 0   | مدافع | سعود المسكري    |
| 0   | مدافع | عبد الخالق فايل |
| 0   | مدافع | ناصر سعيد       |
| 0   | مدافع | ----------      |
| 0   | مدافع | ----------      |
| 0   | مدافع | ----------      |
| 0   | وسط   | يعقوب ربيع      |
| 0   | وسط   | محمد الداؤودي   |
| 0   | وسط   | أسامة حديد      |
| 0   | وسط   | ----------      |

| رقم | مركز  | اسم          |
| --- | ----- | ------------ |
| 0   | وسط   | ----------   |
| 0   | وسط   | ----------   |
| 0   | وسط   | ----------   |
| 0   | وسط   | ----------   |
| 0   | وسط   | ----------   |
| 0   | وسط   | ----------   |
| 0   | وسط   | ----------   |
| 0   | وسط   | ----------   |
| 0   | مهاجم | أسامة سبيت   |
| 10  | مهاجم | محمود التومي |
| 0   | مهاجم | ----------   |
| 0   | مهاجم | ----------   |
| 0   | مهاجم | ----------   |
| 0   | مهاجم | ----------   |

|}
|}

## روابط إضافية
- Official site